# Siegfried Battisti
Siegfried Battisti (* 1944) ist ein italienischer römisch-katholischer Philosoph.

## Leben
1970 erfolgte die Dissertation im Fach Hermeneutik zum Thema Der Wahrheitsbegriff bei Hans Georg Gadamer. Hermeneutische Strukturen am Leitfaden der Wahrheit  an der Katholisch-Theologischen Fakultät der Universität Innsbruck bei Emerich Coreth und Hans Czuma. Battisti habilitierte sich dort 1987 über Wilhelm von Humboldts Ideen zu einem Versuch, die Grenzen des Staates zu bestimmen und das Subsidiaritätsprinzip. Im Anschluss war er als Universitätsassistent und wissenschaftlicher Rat tätig. Seit 1988 arbeitete er als Universitätsdozent am Institut für Christliche Philosophie an der Katholisch-Theologischen Fakultät in Innsbruck und leitete die Abteilung „Ethik und Kulturphilosophie“.
Er forschte an der Universitäten Siena, Neapel, Pavia, Genua und am Istituto Italiano per gli Studi Filosofici in Neapel im Februar 1997. Er hatte einen Gastaufenthalt im Rahmen des Sokrates-Programms an der Katholisch-Theologischen Fakultät der Universität Tübingen vom 16. Juni 1998 bis 19. Juni 1998 mit Vorlesungen über das Thema Der Schuldgedanke bei Jaspers und Kafka.
Fortlaufend hielt er Vorlesungen an der PTH Brixen (Lehrstuhlsupplierung) über allgemeine Grundfragen der Philosophie (Philosophische Anthropologie und Ethik, Erkenntnislehre und Hermeneutik, Metaphysik mit philosophischer Gotteslehre und Religionsphilosophie), außerdem zu Spezialthemen der Philosophie (Fjodor Dostojewski, Albert Camus, Franz Kafka, Antoine de Saint-Exupéry und Dino Buzzati).
Seit Oktober 2003 ist er im Ruhestand.

## Forschungsschwerpunkte
Seine Forschungsschwerpunkte sind Ethik, Grenzfragen zwischen Literatur und Philosophie (Fjodor Dostojewski, Albert Camus, Franz Kafka) und zeitgenössische italienische Existenzphilosophie.

## Schriften (Auswahl)
- Freiheit und Bindung. Wilhelm von Humboldts "Ideen zu einem Versuch, die Grenzen der Wirksamkeit des Staats zu bestimmen" und das Subsidiaritätsprinzip (Historische Forschungen 36), Berlin 1987, ISBN 342806318X (Habilitationsschrift, Innsbruck 1987).
- Sinn und Norm, Frankfurt am Main 1994, ISBN 3631470924.
- Fremd sein. Literatur und Philosophie (Athesia Taschenbuch 10), Bozen 2002, ISBN 888266189X.